# Gurgum
Gurgum (asszír URUgur-gu-ma-a-a) az észak-szíriai újhettita királyságok egyike. Fővárosa Markaszu (asszír URUmar-qa-sa-a), a mai Kahramanmaraş. Államisága nem folytonos. Már az i. e. 12. században létezett és az i. e. 8. századig fennállt, de közben többször került a környező államok (Melíd, Kumaha, Kammanu, Tabaal, Kargamis) vagy éppen Asszíria fennhatósága alá. Így i. e. 1000 körül Kumaha és Hilakku osztozott a területén. Az i. e. 10. században Hilakku jelentősen meggyengült Danuna és Szamal létrejöttével, ekkor Gurgum újra független lehetett. Az i. e. 9. században Gurgum is részt vett az észak-szíriai védelmi koalícióban, amely megállította Karkarnál III. Sulmánu-asarídu seregeit, majd hadereje felsorakozott a II. Zakir hamáti király elleni hadjáratban Hazrakh várának sikertelen ostrománál is.
Az asszír források szerint Gurgum uralkodója Halparutisz vagy I. Halparuntijasz volt. Ugyanebben az időben az Alalah–Ugariti Királyságban Halparunta vagy Qalparunda uralkodott. A két név azonossága megengedi azt a feltevést, hogy Gurgum ekkor Hattina részét képezte. Az i. e. 850-es években (i. e. 835–825 körül) valószínűleg Asszíria részét képezte, mivel az asszír hadsereg átvonult a területén Szamal elfoglalásához. A III. Sulmánu-asarídu halálát követő asszír visszavonulással megint önálló lett.
Az i. e. 8. században az új nagyhatalom, Urartu fenyegette. I. e. 760-ban II. Szarduri birodalmának része lett, annak délnyugati végét képezve. Urartu ekkor Kussukhétől Gurgumig óriási ívben vette körül Asszíria északi részét. Gurgum története csak asszír és urartui forrásokból ismert. Így II. Szarduri gurgumi hadjáratáról tudunk, majd III. Tukulti-apil-ésarra urartui hadjárata során Gurgum asszíroknak nyújtott segítségéről. Nem sokkal ezután azonban Urartu szövetségese, valószínűleg az asszír befolyás megnövekedése miatt.
II. Szarduri uralkodása azonban már Urartu hanyatlásának ideje. Kezdődött mindez azzal, hogy a médek több felkelés után kivívták függetlenségüket. A méd törzsszövetség valószínűleg túl erősnek mutatkozott, Szarduri sosem próbált igazán elégtételt venni. Hadjáratainak iránya ezután főleg a Kaukázus déli peremterületei felé mutatott. Észak-Szíriával szoros kapcsolatokat tartott fenn, sőt délnyugaton újra meghódította Kumahát, így az észak-szíriai koalícióval már közvetlen kontaktusba került Asszíriát nyugatról a bekerítés fenyegette - ellenséges népek gyűrűje és szoros szövetsége szerveződött köré. Sarduri végleg Urartuhoz csatolta Arme (Šupria?) királyságát is, mely sokáig meg tudta őrizni függetlenségét mindkét szomszéd nagyhatalommal szemben, s így hol Urartu déli, hol Assur északi határait védte. Gurgum királya ekkor III. Halparuntijasz volt, aki az észak-szíriai védelmi szövetséghez, és annak fő erejéhez, Urartuhoz csatlakozott.
Szarduri tervei azonban i. e. 743-ban kútba estek, amikor III. Tukulti-apil-ésarra elhódította Kumahát. Ezzel éket vert a szövetségesek közé. Szarduri a táborából volt kénytelen menekülni, Gurgum pedig legyőzött államként valószínűleg vazallus státuszba került. Szarduri utódja, I. Rusza már nem törődött különösebben Észak-Szíriával (és benne Gurgummal), mivel Kumaha elvágta a kapcsolatok lehetőségét.
Gurgum i. e. 738 után már biztosan csak vazallus királysága volt Asszíriának. A Panamuva megsegítésére indított, Aszarja szamali király elleni asszír hadjáratban már asszír oldalon vettek részt, és a hadsereg gurgumi területen vonult át, később a III. Tukulti-apil-ésarra által trónra ültetett Panamuva kormányozta. Míg Tarhulara az asszír forrásokban KURURUgur-gu-ma-a-a címmel szerepel, addig Mutallu már csak LÚURUgur-gu-ma-a-a (az első cím szuverén uralkodót jelöl, a másik királyi családból származó elöljárót, azaz kormányzót). A területet i. e. 690 körül megint Urartu birtokolta, i. e. 650 körül pedig Asszíria. Asszíria bukásával Hilakku vette át a gazdátlanul maradt országot és birtokolta egészen a perzsa hódításig.

## Külső hivatkozások
- Britannica: Gurgum
- Britannica: Anatolia historical region